# Цако, Иосиф
Ио́сиф Ца́ко (рум. и венг. Iosif Czako); 11 июня 1906, Решица, Австро-Венгрия — 12 сентября 1966, Решица, Румыния) — румынский футболист, защитник, участник первого чемпионата мира по футболу в составе сборной Румынии.

## Карьера

### Клубная
Иосиф Цако играл за клуб «Решица».

### В сборной
За сборную Цако сыграл две встречи: товарищеский матч с болгарами в сентябре 1929 года, выигранный со счётом 3:2 и матч со сборной Уругвая на чемпионате мира 1930.
| Матчи и голы Иосифа Цако за сборную Румынии | Матчи и голы Иосифа Цако за сборную Румынии | Матчи и голы Иосифа Цако за сборную Румынии | Матчи и голы Иосифа Цако за сборную Румынии | Матчи и голы Иосифа Цако за сборную Румынии | Матчи и голы Иосифа Цако за сборную Румынии | Матчи и голы Иосифа Цако за сборную Румынии |
| ------------------------------------------- | ------------------------------------------- | ------------------------------------------- | ------------------------------------------- | ------------------------------------------- | ------------------------------------------- | ------------------------------------------- |
| №                                           | Дата                                        | Место проведения                            | Соперник                                    | Счёт                                        | Голы                                        | Турнир                                      |
| 1                                           | 15 сентября 1929                            | София, Болгария                             | Болгария                                    | 3:2                                         | -                                           | Товарищеский матч                           |
| 2                                           | 21 июля 1930                                | Монтевидео, Уругвай                         | Уругвай                                     | 0:4                                         | -                                           | Чемпионат мира 1930                         |

Итого: 2 матча / 0 голов; 1 победа, 0 ничьих, 1 поражение.